# Liste der Kulturgüter in Rumisberg
Die Liste der Kulturgüter in Rumisberg enthält alle Objekte in der Gemeinde Rumisberg im Kanton Bern, die gemäss der Haager Konvention zum Schutz von Kulturgut bei bewaffneten Konflikten, dem Bundesgesetz vom 20. Juni 2014 über den Schutz der Kulturgüter bei bewaffneten Konflikten sowie der Verordnung vom 29. Oktober 2014 über den Schutz der Kulturgüter bei bewaffneten Konflikten unter Schutz stehen.
Es sind weder A-Objekte noch B-Objekte auf dem Gemeindegebiet ausgewiesen, Objekte der Kategorie C fehlen zurzeit (Stand: 8. April 2024). Unter übrige Baudenkmäler sind Objekte zu finden, die im Bauinventar des Kantons Bern als «schützenswert» verzeichnet sind.

## Übrige Baudenkmäler
Hinweis: Als Objekt-Identifikator (ID) wird die Grundstücksnummer verwendet.
| ID  | Foto |                                                             | Objekt                               | Typ | Standort                            | Beschreibung                                     |
| --- | ---- | ----------------------------------------------------------- | ------------------------------------ | --- | ----------------------------------- | ------------------------------------------------ |
| 16  | BW   | Datei hochladen                                             | Brunnen (1869)                       | K   | Dorfstrasse N.N. 615342 / 234891    |                                                  |
| 18  | BW   | Datei hochladen                                             | Brunnen (1875)                       | K   | Hasengasse N.N. 615323 / 234840     |                                                  |
| 35  | BW   | Datei hochladen                                             | Brunnen (1869)                       | K   | Oberer Winkel N.N. 615243 / 234773  |                                                  |
| 77  | BW   | Datei hochladen                                             | Bauernhaus (1797)                    | G   | Hasengasse 2 615328 / 234856        |                                                  |
| 79  | BW   | Datei hochladen                                             | Speicher (um 1800)                   | G   | Hasengasse 2a 615337 / 234873       |                                                  |
| 139 | BW   | Datei hochladen                                             | Speicher (1762)                      | G   | Dorfstrasse 19a 615336 / 234874     |                                                  |
| 220 | BW   | Datei hochladen                                             | Wohnstock und ehemalige Öle (1766)   | G   | Rüegacherweg 21 614783 / 235564     |                                                  |
| 305 | BW   | Datei hochladen                                             | Hans Roth-Denkmal mit Brunnen (1965) | K   | Dorfplatz N.N. 615380 / 234829      | Hans Roth-Skulptur von Schang Hutter (1934–2021) |
| 342 | ja   | Datei hochladen · Wikidata zu Kalksteinbrunnen (Q112531128) | Kalksteinbrunnen (19. Jh.)           | K   | Gummenweg N.N. 615397 / 234670      |                                                  |
| 345 | BW   | Datei hochladen                                             | Brunnen (19. Jh.)                    | K   | Schmittengasse N.N. 615395 / 234749 |                                                  |
| 366 | BW   | Datei hochladen                                             | Ehemalige Käserei (1914/15)          | G   | Dorfstrasse 16 615421 / 234810      |                                                  |
| 436 | BW   | Datei hochladen                                             | Wohnstock (Ende 16. Jh.)             | G   | Unterer Winkel 1 615469 / 234697    |                                                  |
| 480 | BW   | Datei hochladen                                             | Bauernhaus (1667)                    | G   | Hasengasse 4 615292 / 234839        |                                                  |
| 494 | BW   | Datei hochladen                                             | Bauernhaus (1761)                    | G   | Gummenweg 2 615367 / 234660         |                                                  |
| 529 | BW   | Datei hochladen                                             | Speicher mit Apotheke (18. Jh.)      | G   | Oberer Winkel 2a 615254 / 234807    |                                                  |
| 592 | BW   | Datei hochladen                                             | Speicher (1763)                      | G   | Breitebüneweg 1a 615351 / 234632    |                                                  |

Hinweis zur Legende: Anstelle der KGS-Nummer wird als Objekt-Identifikator (ID) die Grundstücksnummer verwendet.